# Аллаш (ликёр)
Аллаш (нем. Allasch) — традиционный в Германии крепкий спиртной напиток, настоянный на тмине. Из-за высокого содержания сахара напиток относится к ликёрам, хотя превосходит многие их сорта по крепости (ок. 40 %).
Своё название напиток получил от имения Аллаш (латыш. Allažmuiža) в современной Латвии, где как минимум с 1823 года он производился баронами фон Бланкенхаген (нем. von Blanckenhagen). В 1944 году производство ликёра в Латвии было прекращено, будучи возобновлено лишь в 1990-х годах на мощностях AS Latvijas balzams.
В 1830 году аллаш был впервые представлен на Лейпцигской ярмарке, где он оказался настолько популярным, что уже через несколько лет местные винокурни организовали производство ликёра в Лейпциге, превратив его в один из любимых напитков в регионе. При этом наименование «аллаш» стало обозначать тминную настойку, либо тминный ликёр вообще.
В настоящее время в Германии аллаш производится в Лейпциге на территории Баварского вокзала компанией Wilhelm Horn Markenspirituosen GmbH под маркой Echter Leipziger Allasch и в Берлине — компанией Preussische Spirituosen Manufaktur Schroff & Stahl GbR под торговым наименованием Allasch.